# Neopleurotomoides rufoapicata
Neopleurotomoides rufoapicata é uma espécie de gastrópode do gênero Neopleurotomoides, pertencente a família Raphitomidae.